# فرودگاه بین‌المللی مادر ترزای تیرانا
فرودگاه بین‌المللی مادر ترزای تیرانا (به انگلیسی: Tirana International Airport Nënë Tereza) (به زبان بومی: Aeroporti Ndërkombëtar i Tiranës Nënë Tereza) یک فرودگاه همگانی مسافربری با کد یاتا TIA است که یک باند فرود آسفالت دارد و طول باند آن ۲۷۵۰ متر است. این فرودگاه در کشور آلبانی قرار دارد و در ارتفاع ۳۳ متری از سطح دریا واقع شده‌است.

## شرکت‌های هواپیمایی و مقصدهای پروازی
The following airlines operate scheduled, seasonal and charter flights out of تیرانا
| شرکت‌های هواپیمایی                                     | مقصدهای پروازی |
| ----------------------------------------------------- | --- |
| آدریا ایرویز                                          | فرانکفورت، لیوبلیانا، مونیخ چارتر فصلی: پپراد تاتری |
| ایجین ایرلاینز                                        | آتن |
| ایجین ایرلاینز اجرا توسط المپیک ایر                   | آتن |
| ایر صربیا                                             | بلگراد نیکولا تسلا |
| آلبا وینگز                                            | پره‌تولا، پروگیا، فدریکو فلینی، ترویزو، ونیز مارکو پولو |
| آلیتالیا                                              | باری، لئوناردو دا وینچی-فیومیچینو |
| Anda Air                                              | چارتر فصلی: کیف ژولیانی |
| آسترین ایرلاینز                                       | وین |
| بلاویا                                                | چارتر فصلی: مینسک |
| بلو پاناروما ایرلاینز اجرا توسط بلو پاناروما ایرلاینز | باری (آغاز از ۳۰ اکتبر ۲۰۱۷)، اوریو آل سریو, بلوونی گوگلیلمو مارکونی، کریستف کلمب جنوا، میلانو مالپنسا، گالیله، لئوناردو دا وینچی-فیومیچینو، تورین کاسله، ورونا                         |
| براوو ایرویز                                          | چارتر فصلی: کیف ژولیانی |
| بریتیش ایرویز                                         | گاتویک |
| کرندون ایرلاینز                                       | چارتر فصلی: آنتالیا |
| DART Ukrainian Airlines                               | چارتر فصلی: کیف ژولیانی |
| انتر ایر                                              | چارتر فصلی: پوزنان-لاویکا، وروتسواف کوپرنیکوس |
| Ernest Airlines                                       | آنکونا (آغاز از ۲۴ اوت ۲۰۱۷), اوریو آل سریو، بلوونی گوگلیلمو مارکونی، پره‌تولا (آغاز از ۲۱ اوت ۲۰۱۷), میلانو مالپنسا، گالیله، فدریکو فلینی (آغاز از ۳۰ اوت ۲۰۱۷)، ونیز مارکو پولو، ورونا |
| یورو وینگز اجرا توسط جرمن‌وینگز                        | فصلی: کلن بن، اشتوتگارت |
| فری‌برد ایرلاینز                                       | چارتر فصلی: آنتالیا |
| لوفت‌هانزا رجینال اجرا توسط لوفت‌هانزا سیتی‌لاین         | فرانکفورت |
| میسترال ایر                                           | آنکونا، باری، پروگیا، آبروتزو |
| پگاسوس ایرلاینز                                       | صبیحه گوکچن چارتر فصلی: آنتالیا |
| Small Planet Airlines                                 | چارتر فصلی: کاتوویتس، گاتویک، استانستد لندن، ورونا، شوپن ورشو |
| اسمارت‌وینگز اجرا توسط تراول سرویس ایرلاینز            | فصلی: پراگ رازیون |
| سان اکسپرس                                            | چارتر فصلی: آنتالیا |
| ترانساویا.کام                                         | اسخیپول آمستردام |
| ترنسویا فرانس                                         | فصلی: اورلی |
| Travel Service Polska                                 | چارتر فصلی: کاتوویتس، شوپن ورشو |
| تراول سرویس                                           | چارتر فصلی: ام.آر. استفانیک، کوشیتسه |
| TUI fly Belgium                                       | بروکسل |
| ترکیش ایرلاینز                                        | آتاترک |
| ولوتی                                                 | فصلی: ورونا |
| ویز ایر                                               | بوداپست فرنک لیست |